# Strojírna Ing. Otakar Podhajský
Strojírna Ing. Otakar Podhajský je zaniklý průmyslový areál v Praze 10-Hostivaři v jižní části ulice U Pekáren, který se rozkládal mezi ulicemi Průmyslová a Dolnoměcholupská. Z jižní strany jej ohraničovala železniční trať 221 do Benešova a nová železniční zastávka Praha-Hostivař. Od trati k němu z východu vedla železniční vlečka.

## Historie
Strojírnu založil Otakar Podhajský roku 1913 a v hostivařském areálu ji jako první stavbu postavil architekt Bohumil Hypšman; betonovou halu montovny realizovala firma Karla Skorkovského. Hala, na kterou navazovala přízemní budova dílen, měla segmentovou střechou s prosklenými štíty.
Roku 1921 přistavěla firma Antonína Řeháka patrový kancelářský dům a zastřešila dvůr a roku 1937 stavitel Bohumír Hollmann rozšířil areál o truhlárnu.
Továrna vyráběla obráběcí stroje, kovový nábytek a vzduchotechniku. Mezi nejvýznamnější zakázky patřila vzduchotechnika pro hrobku českých králů v kryptě chrámu Svatého Víta a strojový archív pro Ústřední sociální pojišťovnu na Smíchově.
Otakar Podhajský dal vedle továrny na křižovatce ulic Dolnoměcholupská a U Pekáren vystavět pro své zaměstnance bytový dům s kinem Sokol.

### Po roce 1948
Po roce 1948 se znárodněná strojírna sloučila se sousední strojírnou Jiřího Kameníčka do podniku TOS Hostivař. V administrativní budově sídlilo učiliště.

### Po roce 1989
Haly byly pronajímány jako sklady a menší výrobny. Roku 2018 měla proběhnout demolice budov a přeměna v logistický park. 8. května 2018 zde vypukl požár a všechny dochované stavby původní strojírny byly zničeny.